# Hyundai Motor Group
Hyundai Motor Group (coreano: 현대자동차그룹) é a maior indústria automotiva da Coreia do Sul e o segundo maior fabricante de carros na Ásia (atrás da Toyota) e o quarto maior fabricante mundial (atrás da  Toyota, GM e Volkswagen). O grupo surgiu em 1998 devido a compra de 51% do segundo maior produtor de carros sul-coreano, a Kia Motors, pela maior fabricante sul-coreano, a Hyundai, porém as duas empresas continuam produzindo seus produtos separadamente, e concorrendo uma com a outra. Os motores não são os mesmos, muito menos os carros produzidos. Logo depois a empresa alienou-se de sua participação na Kia Motors e atualmente possui  38.67% dela.
O Hyundai Kia Automotive Group também se refere ao grupo de empresas afiliadas e interconectadas por um acordo complexo de acionistas com a Hyundai Motor Company sendo o representante de facto do grupo. É o segundo maior conglomerado da Coreia do Sul depois do Samsung Group e era conhecido anteriormente com Hyundai Motor Group.

## Negócios & Subsidiárias

### Indústria Automobilistica
- Hyundai Motor Company (Drive your way), ("Think About It")
- Kia Motors (The Power to Surprise) (minority ownership)

### Peças Automotivas
- Hyundai Autonet
- Hyundai Enercell
- Hyundai Mobis
- Hyundai Oil Bank
- Bontech
- Hyundai Transys
- Eco Plastic
- IHL Industry
- Kefico
- Metia Industry
- Wia
- Wisco

### Aço
- BNG Steel
- Hyundai Hysco
- Hyundai Steel

### Ferrovia e Defesa
- Hyundai Rotem

### Propaganda
- Innocean Worldwide

### Desenvolvimento Técnico
- NGV Corporation

### Holding de energia
- Eco Energy

### Logistíca
- GLOVIS

### Tecnologia da Informação
- Auto Ever
- e-HD.com
- Mozen

### Economia e Finanças
- Hyundai Capital
- Hyundai Card

### Construção
- A-Land
- AMCO Constructions

### Resort
- Haevichi

### Marketing Esportivo
- Cheonan Hyundai Capital Skywalkers
- Hyundai Steel Red-Angels Women's Football Club
- Jeonbuk Hyundai Motors Football Club
- Kia Tigers
- Ulsan Mobis Phoebus (seu nome anterior é "Mobis Automons")

### Site das subsidiárias
- «Hyundai Motor Company (HMC)»
- «Kia Motors»
- «Hyundai Mobis»
- «Hyundai Capital»
- «Hyundai Card»
- «Innocean Worldwide»
- «Hyundai Rotem»
- «Hyundai Steel»
- «Hyundai Hysco»
- «Hyundai Wia»
- «Hyundai GLOVIS»
- «Hyundai Dymos»
- «Hyundai BNG Steel»
- «Hyundai NGV»
- «Hyundai Auto Ever»
- «Hyundai Kefico»
- «Haevichi»
- «Hyundai Powertech»
- «Maintrans»
- «Kia Tigers»
- «Eco Plastic»
- «Hyundai IHL»
- «Hyundai Mobis Phoebus»
- «Hyundai-Kia America Technical Center Inc.»